# Max Pelham
Max Pelham (nascido em 15 de fevereiro de 1986) é um wrestler profissional estadunidense, mais conhecido pelo seu ring name Max Bauer. Ele atualmente trabalha para a WWE, onde atua no territóro de desenvolvimento a NXT, sob o ring name Mickey Keegan.
Antes de assinar com a WWE, Bauer competiu principalmente em todo o Nordeste dos Estados Unidos no circuito independente. Bauer lutou regularmente para Chaotic Wrestling, New England Championship Wrestling, algumas vezes para Ring of Honor e para várias outras, bem como, East Coast Championship Wrestling, East Coast Wrestling Association, Eastern Wrestling Alliance, Defiant Pro Wrestling, Squared Circle Wrestling, Top Rope Promotions e Millennium Wrestling Federation, entre outras.

## Carreira

### Chaotic Wrestling (2005 - 2012)
Bauer começou a competir na Chaotic Wrestling em 2005, e fez parte das propriedades da stable Intellectual Properties com Arch Kincaid e Thomas Penmanship. Em 9 de dezembro de 2005, Bauer conquistou o Chaotic Wrestling Tag Team Championship com Kincaid, que fazia parte da Intellectual Properties, quando derrotaram Bryan e Matt Logan. Eles mantiveram o título até 21 de abril de 2006, quando foram derrotados pelos The Logan Brothers. Em 30 de junho, no entanto, Kincaid e Bauer ganharam novamente o CW Tag Team Championship dos Logan Brothers, mas perderam para Jason Blade e Kid Mikaze em 20 de outubro. Em 1 de dezembro de 2006, no entanto, Penmanship foi substituído por Alex Arion.
Em 2007, se uniu a Big Business com Arion e Brian Milones, e tinham como manager Cherry Payne. Em 30 de março Bauer e Arion ganharam o CW Tag Team Championship ao derrotar Jason Blade e Kid Mikaze, mas depois perdeu-o de volta para Blade e Mikaze em 18 de maio. Em 19 de outubro, Bauer e Arion derrotaram Bryan Logan e Brian Fury. No final de 2007 e início de 2008, a Big Business estava envolvida em uma rivalidade com Brian Fury. Bauer saiu da Big Business, e começou a competir em singles match, antes de formar uma tag team de curta duração com Chase Del Monte. Em 5 de dezembro, Bauer competiu em uma six-way number one contender's match, que foi vencida por "Big" Rick Fuller. Em 2009, Bauer formou uma tag team com Tommaso Ciampa.

### New England Championship Wrestling (2006 - 2010)
Bauer fez sua estréia na New England Championship Wrestling (NECW) em 10 de junho de 2006, derrotando Nat Turner.ref>«June 10, 2006–New England Championship Wrestling in Framingham, Massachusetts». Online World of Wrestling. 10 de junho de 2006. Consultado em 28 de abril de 2009</ref> E na sua segunda aparição na NECW em 15 de julho, Bauer desafiou Frankie Arion pelo NECW Television Championship, mas foi derrotado. Depois de um curto hiato da NECW, Bauer voltou em 28 de outubro no Monster's Brawl, como parte da stable DNA, ao lado de TJ Richter e Scott Reed, quando o DNA derrotou RIOT, Billy King e Mike Lynch. No show seguinte, Double Impact, Bauer e Reed, acompanhado por Richter, derrotaram 2D Edge (Jose Perez e Pat Masters).
Em 24 de fevereiro de 2007, Bauer perdeu para Alex Arion, provocando uma rivalidade entre o DNA e Alex Arion. No March Badness em 24 de março, Alex Arion derrotou Bauer e Reed em uma handicap match. No NECW Global Impact, depois de Alex Arion derrotar Scott Reed em 30 de junho,Bauer e TJ Richter tentou atacar Arion após a luta, mas foram interrompidos por funcionários da NECW que os ameaçavam com uma suspensão. Arion então confrontou Reed, Bauer e Richter, e desafiou Richter para uma singles match para permitir que seu irmão Frankie Arion, que tinha sido forçado a deixar a promoção 10 meses antes, pudesse voltar a NECW. Richter não aceitou o desafio, e propôs uma gauntlet match em que ele teria que derrotar todos os três homens ou se aposentar do wrestling, e Arion concordou. Em 20 de julho, Arion venceu a gauntlet match, depois de derrotar Reed e Bauer por desqualificação, derrotou Richter para trazer seu irmão de volta a empresa. No NECW Birthday Bash 7: Caged Fury em 18 de agosto, Bauer e Richter perderam para The Arion Brothers. Em 27 de outubro, Bauer perdeu uma luta para o NECW Television Champion Brandon Locke por desqualificação, depois de Richter, que havia sido banido do ringue interferiu. Depois, Bauer atacou Richter para dissolver o DNA. No The Toxic Waltz em 28 de dezembro, Bauer venceu o torneio The Toxic Waltz, ao derrotar Richter na final, para poder disputar o NECW Triple Crown Heavyweight Championship em Genesis.

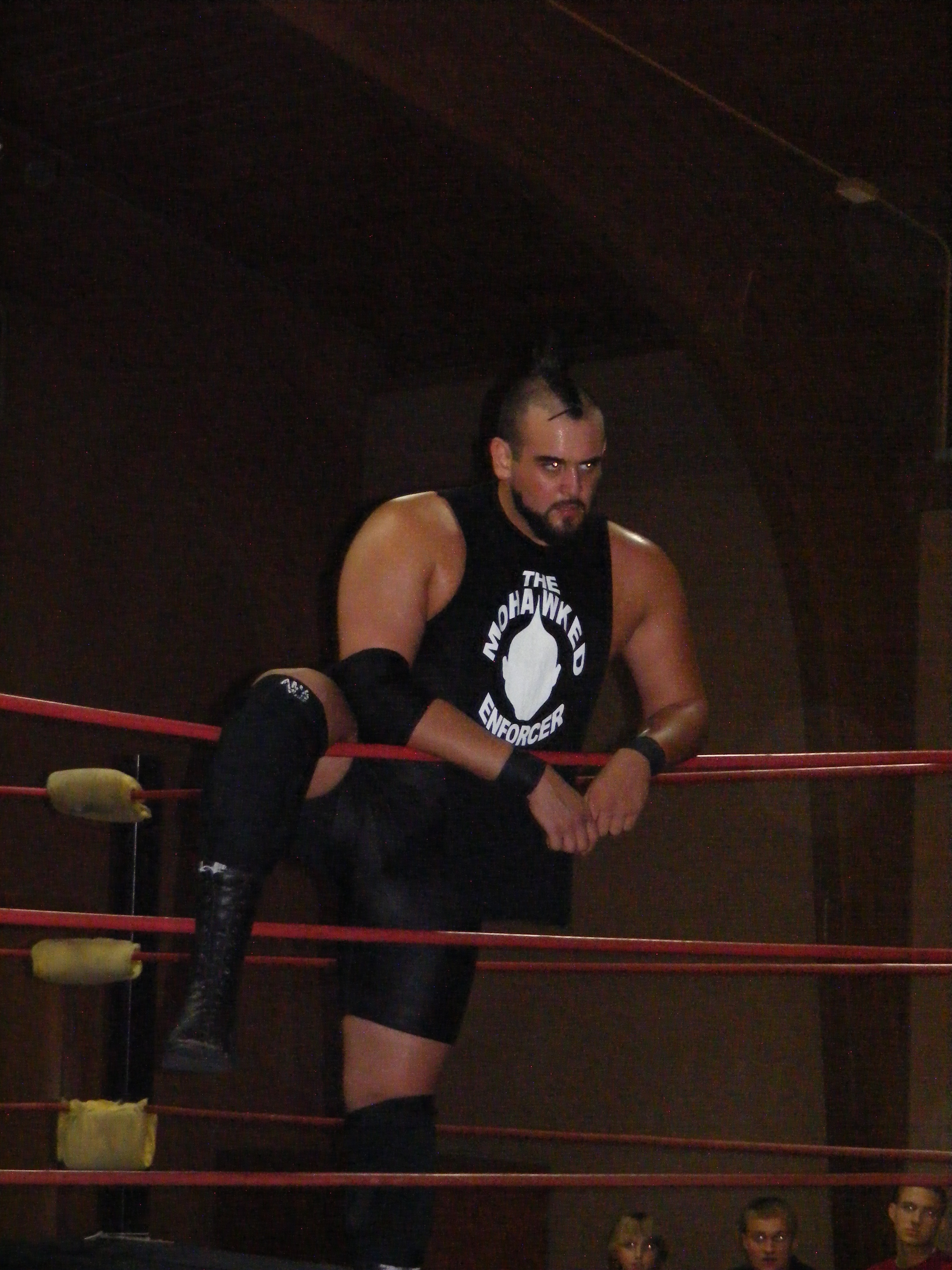
Bauer em 2008

No Snowbrawl em 28 de janeiro, Bauer, Brian Fury, Alex Arion, e Bobby Fish derrotaram "Big" Rick Fuller, D.C. Dillinger, Eddie Edwards e Antonio Thomas, em uma tag team elimination match. No Genesis em 27 de fevereiro, Bauer teve a luta pelo título que ele tinha direito por vencer o torneio The Toxic Waltz, mas perdeu para o atual campeão Rick Fuller por desqualificação. Em uma revanche no March Badness, Fuller derrotou Bauer e manteve o título. Em 26 de abril, no Spring Breakdown o NECW Triple Crown Heavyweight Championship foi desocupado devido a um final polêmico da luta no March Badness. Como resultado, uma triple threat match, envolvendo Bauer, Rick Fuller e Antonio Thomas, foi colocada como o evento principal, e Bauer ganhou para se tornar o campeão indiscutível. Foram numerosas defesas de título bem sucedidas por Bauer, incluindo uma triple threat match no Birthday Bash 8: Larger Than Life, quando ele derrotou "Big" Rick Fuller e D.C. Dillinger. No 2008 Toxic Waltz Tournament, Bauer competiu sob uma máscara como o "Masked Enforcer", e venceu o torneio, derrotando Alex Arion. Bauer não foi liberado para competir no torneio, então depois que ele foi desmascarado, o presidente da NECW Sheldon Goldberg, reverteu a decisão e declarou Arion o vencedor, e Arion ganhou uma chance pelo título no Genesis 8.
Após Bauer derrotar o NECW Television Champion Handsome Johnny em 13 de dezembro para reter o Triple Crown Championship, e na segunda luta entre os dois em 10 de janeiro de 2009, Bauer venceu novamente, desta vez por desclassificação. No Genesis 8, em 21 de fevereiro, Bauer derrotou Alex Arion para manter o seu cinturão. No show seguinte, Arion interferiu na luta de Bauer, e bateu-lhe com uma cadeira de aço. Isto levou a uma revanche do Genesis em 18 de abril, em que Bauer manteve o título, depois de bater com uma cadeira de aço em Arion para intencionalmente ser desqualificado. Bauer perdeu o título para Brandon Locke em 27 de fevereiro de 2010. Bauer deteve o título durante 22 meses.

### East Coast Wrestling Association (2007)
Em 13 de outubro de 2007, Bauer e Kermon the German, conhecidos como The Berlin Bad Boys, derrotaram The Heavyweights (Sean Royal & Dan Eckos) para ganhar o ECWA Tag Team Championship. Em 1 de dezembro, Bauer e Kermon the German perderam o Tag Team Championship para The Logan Brothers (Bryan e Matt Logan).

### World Wrestling Entertainment (2012 - Presente)

#### NXT Wrestling (2012 - Presente)
Em 2012, foi relatado que Pelham assinou com a WWE. Em 18 de agosto, foi anunciado que Pelham assinou com a empresa e foi enviado para o seu território de desenvolvimento, a NXT Wrestling. Ele fez sua estréia em 24 de outubro durante um house show com Corey Graves. Eles derrotaram Trent Barreta e Ben Satterly.

## No wrestling
- Movimentos de finalização
  - Spinebuster[3]

- Alcunhas
  - "Big" Max Bauer[28]
  - "Double Tough" Max Bauer[3]
  - "The Enforcer" Max Bauer[3]
  - "Mean" Max Bauer[21]
  - "The Mohawked Enforcer"[32]

## Títulos e prêmios
- Chaotic Wrestling
  - Chaotic Wrestling Tag Team Championship (3 vezes) – com Arch Kincaid (2) e Alex Arion (1)[3][6]
  - Chaotic Wrestling New England Championship (2 vezes)[3][6]

- East Coast Wrestling Association
  - ECWA Tag Team Championship (1 vez) – com Kermon the German

- New England Championship Wrestling
  - NECW Triple Crown Heavyweight Championship (1 vez)[32]

- Pro Wrestling Illustrated
  - PWI o colocou na #324ª posição dos 500 melhores lutadores individuais em 2011[44]
  - PWI o colocou na #348ª posição dos 500 melhores lutadores individuais em 2009[45]
  - PWI o colocou na #346ª posição dos 500 melhores lutadores individuais em 2008[45]